# Walking on Sunshine
Walking on Sunshine est une chanson du groupe britannique Katrina and the Waves écrite et composée par leur guitariste Kimberley Rew (en). Elle paraît en 1983 sur leur premier album également intitulé Walking on Sunshine (en) publié à 1 000 exemplaires chez le label indépendant canadien Attic Records (en), puis est réenregistrée en 1985 pour paraître en single et sur un album intitulé Katrina and the Waves (en) et publié chez Capitol Records. C'est le plus grand succès du groupe jusqu'à Love Shine a Light avec laquelle ils remportent le Concours Eurovision de la chanson 1997.

## Composition
La chanson est proposée par le guitariste Kimberley Rew aux autres membres du groupe qui ne sont pas immédiatement emballés : la chanteuse Katrina Leskanich trouve qu'elle ne leur ressemble pas et le bassiste Vince de la Cruz la trouve irritante. Rew rapporte au Guardian en 2015 qu'il aimerait dire que la chanson est inspirée par un événement significatif dans sa vie, mais qu'il s'agit en fait « juste d'une chanson amusante et optimiste ».

## Postérité
La chanson a été utilisée dans des films tels que The Secret of My Success, American Psycho, Moon et High Fidelity ainsi que dans un nombre important de publicités, ce qui rapporte encore en 2010 un million de dollars par an au groupe. En 2015, BMG Entertainment rachète les droits du catalogue de Katrina and the Waves, dont Walking on Sunshine est la chanson phare, pour dix millions de livres sterling.